# Ceresium infranigrum
Ceresium infranigrum là một loài bọ cánh cứng trong họ Cerambycidae.